# Comuna Gorenja vas-Poljane
Gorenja vas-Poljane (Občina Gorenja vas-Poljane) este o comună din Slovenia, cu o populație de 6.877 de locuitori (2002).

## Localități
Bačne, Brebovnica, Bukov Vrh, Čabrače, Četena Ravan, Debeni, Delnice, Dobje, Dobravšce, Dolenčice, Dolenja Dobrava, Dolenja Ravan, Dolenja Žetina, Dolenje Brdo, Dolge Njive, Fužine, Goli Vrh, Gorenja Dobrava, Gorenja Ravan, Gorenja vas, Gorenja Žetina, Gorenje Brdo, Hlavče Njive, Hobovše pri Stari Oselici, Hotavlje, Hotovlja, Jarčje Brdo, Javorje, Javorjev Dol, Jazbine, Jelovica, Kladje, Kopačnica, Kremenik, Krivo Brdo, Krnice pri Novakih, Lajše, Laniše, Laze, Leskovica, Lom nad Volčo, Lovsko Brdo, Lučine, Malenski Vrh, Mlaka nad Lušo, Murave, Nova Oselica, Podgora, Podjelovo Brdo, Podobeno, Podvrh, Poljane nad Škofjo Loko, Predmost, Prelesje, Robidnica, Smoldno, Sovodenj, Srednja vas - Poljane, Srednje Brdo, Stara Oselica, Studor, Suša, Todraž, Trebija, Vinharje, Volaka, Volča, Zadobje, Zakobiljek, Zapreval, Žabja vas, Žirovski Vrh Svetega Antona, Žirovski Vrh Svetega Urbana